# كتون (كامبريدجشير)
كتون (بالإنجليزية: Coton, Cambridgeshire)‏ هي قرية و أبرشية مدنية تقع في المملكة المتحدة في إنجلترا. يقدر عدد سكانها بـ 773 نسمة .